# سيسيل ماكسويل
سيسيل ماكسويل (21 مايو 1913 - 25 سبتمبر 1973) (بالإنجليزية: Cecil Maxwell)‏ هو لاعب كريكت بريطاني وبريطاني (وحمل سابقاً جنسية المملكة المتحدة لبريطانيا العظمى وأيرلندا).

## وصلات خارجية
- سيسيل ماكسويل على موقع إي آس بي آن كريك إنفو (الإنجليزية)